# Narodni muzej umetnosti Azerbajdžana
Narodni muzej umetnosti Azerbajdžana (azerbajdžansko Azərbaycan Milli İncəsənət Muzeyi) je največji muzej umetnosti v Azerbajdžanu. Ustanovljen je bil leta 1936 v Bakuju in je bila leta 1943 poimenovana po Rustamu Mustafajevu, vidnem azerbajdžanskem scenografu in gledališkem umetniku. Muzej sestavljata dve stavbi iz 19. stoletja, ki stojita ena poleg druge. Skupna zbirka muzeja obsega več kot 15.000 umetniških del. V 60 sobah je na stalni razstavi več kot 3000 predmetov. V skladišču hranijo okoli 12.000 predmetov. Muzej občasno spreminja eksponate, tako da je mogoče začasno prikazati več teh umetnin.

## Zgodovina
Leta 1936 je Svet ljudskih komisarjev Azerbajdžanske SSR sklenil ločiti umetniški oddelek iz Azerbajdžanskega državnega muzeja in ga organizirati kot neodvisen muzej. Ekspedicije so muzeju priskrbele prve eksponate. Poleg tega so bili odkupljeni še drugi eksponati. Slovesno odprtje prve muzejske razstave je bilo organizirano leta 1937, leta 1951 pa se je muzej preselil v baročni dvorec De Bour, zgrajen konec 19. stoletja.
Julija 1993 so bila iz muzeja ukradena različna umetniška dela, ki so bila pozneje vrnjena.
Leta 2006 je bila stavba temeljito rekonstruirana in odprtje nove razstave je bilo leta 2009. Leta 2011 je bil muzej razglašen najprej za nacionalnimi in nato evropskimi muzejskimi standardi (EUMS), kot se za muzej spodobi ter pomeni visokokakovostne muzejske storitve in strokovne izkušnje; to je bilo s soglasno odločitvijo Sveta direktorjev Evropske gospodarske zbornice za trgovino, trgovino in industrijo – EEIG – s sedežem v Bruslju. Maja 2022, na mednarodni muzejski dan, je Muzej v okviru strateškega partnerstva z ZN za spodbujanje trajnostnega razvoja izvedel multimedijsko Muzejsko noč.
V knjižnici muzeja je približno 9000 znanstvenih knjig in monografij, katalogov, albumov in druge strokovne literature. Tu je tudi zbirka redkih knjig starih publikacij.
Eksponati, ohranjeni v zbirki Azerbajdžanskega narodnega muzeja umetnosti, vključujejo antične umetnine iz 4. stoletja pred našim štetjem. Keramične sklede, okrašene z arhaičnim okrasjem, najdene v Nahčevanu, Mingačevirju, Füzuliju in Kanlarju (danes Goj-gol); okrasne svetilke in glazirane ploščice iz obdobja Seldžukov; deli frizov iz gradu Bajil iz 13. stoletja; skrinje iz 14. do 18. stoletja, najdene v Abšeronu in Šamakiju; odlični rokopisi o Koranu in knjige iz 16. stoletja o astrologiji; izvirne tabriške miniature iz 17.–18. stoletja v temperi, zlati vodi in akvarelu; dela slavnih umetnikov Mir Mohsun Navab, Mirza Kadim Irevani, Usta Kambar Karabagi, prvih profesionalnih umetnikov v Azerbajdžanu in naših sodobnikov; tu so ohranjeni umetniški kovinski predmeti iz 16. in 17. stoletja ter vzorci izvirnih tkanin, vezenin, narodnih noš in preprog ter nakita iz 18.-20. stoletja. Poleg tega je v muzeju na voljo zbirka narodnega bogastva, primeri kiparstva, likovne in grafične ter druge dekorativno-uporabne umetnosti zahodne Evrope (Francija, Nemčija, Avstrija, Italija, Grčija, Flandrija, Danska, Španija), vzhoda (Iran, Turčija, Japonska, Kitajska, Indija, Egipt, Bližnji vzhod) in Rusije.
Poleg preprog so tu razstavljene tudi druge vrste azerbajdžanske dekorativne in uporabne umetnosti, kot so različne tehnike vezenja, umetniške kovine, umetniške tkanine, rezbarjenje v lesu, izdelava nakita itd. Vezenine z zlato nitjo tipa gulabatin so zelo razširjene po vsem Azerbajdžanu. Šamahi, Šuša in Baku so tradicionalno središča tovrstne umetnosti. Rdeči in zeleni žamet sta bila nekoč osnova za vezenje z zlato in srebrno nitjo. Klobuki in tako imenovani arakčini so bili okrašeni z rozetami in medaljoni iz stiliziranih cvetnih listov in zvezd. Tudi arhalig in kulaja sta bila nekoč vezena z zlatimi nitmi. V muzeju so prikazani predmeti različnih oblik, velikosti in namena, vezeni z zlatimi nitmi, vključno z arakčini, rute, čevlji, étuiji za glavnike in kozmetiko, barve za obrvi in trepalnice, étuiji za ure, škatle za svinčnike in še veliko drugih stvari.

## Zbirka
Sedem sob v prvi stavbi prikazuje evropsko umetnost, deset sob pa rusko umetnost. Evropska umetnost vključuje italijanska (Guercino, Leandro Bassano, Francesco Solimena, Lorenzo Bartolini), francoska (Jules Dupré, Gaspard Dughet, Pascal Dagnan-Bouveret, Jean-Joseph Benjamin-Constant), nizozemska/flamska (Frans Hals, Michiel Jansz van Mierevelt, Adriaen Brouwer, Adriaen van Ostade, Justus Sustermans, Pieter Claesz), nemška (Johann Heinrich Roos, Friedrich August von Kaulbach) in dela poljskih (Jan Styka) slikarjev.
Druga stavba, zgrajena leta 1885, hrani vzhodno umetnost, ki jo predstavljajo zlasti perzijska, turška, kitajska in japonska umetnost. Rusko umetnost zajemajo predvsem slike Karla Briullova, Alekseja Venecianova, Vasilija Vereščagina, Isaaca Levitana, Vladimirja Makovskega, Valentina Serova, Vladimirja Borovikovskega, Vasilija Tropinina, Konstantina Korovina in Ivana Šiškina. Obstajajo tudi obnovljeni vzorci ruske avantgarde.
Med zastopanimi azerbajdžanskimi umetniki so slikarji Mir Mohsun Navab, Bahruz Kangarli, Tair Salakov, Azim Azimzade, Salam Salamzade, Vidadi Narimanbekov, Mikail Abdulajev, Togrul Narimanbekov in kipar Omar Eldarov. Dela Satarja Bahlulzadeja zapolnjujejo celotno sobo.
Muzej hrani tudi štafelajne in knjižne miniature 17.–19. stoletja, lakirane miniature 18.–19. stoletja in zbirko žlic za šerbet, izdelanih iz murve.
Prva dela so bila pridobljena iz Sankt Peterburga, Moskve in zasebnih zbirk. Muzejske razstave so bile pozneje razstavljene v Kanadi (1966), na Kubi (1967), v Siriji (1968), Franciji (1969), nekdanji Češkoslovaški, Alžiriji (obe 1970), Iraku (1971) itd.

## Arhitektura
Mirna horizontalna delitev stavbe je usklajena z vertikalami klubske hiše in stanovanjske stavbe Sadihova. Von derr Nonne glede na rdeče črte prostih ulic ni bila povezana z drugimi stavbami. Volumetrična rešitev je bila implementirana v stavbo, da bi poudarila njeno lego in pogled na jezero. Klasični elementi, plastična sredstva na rustikalnem ozadju poudarjajo arhitekturni slog stavbe.
Tovrstne stavbe so običajno gradili na osrednjih ulicah velikih mest. Galerija je bila edinstvena tudi po svojem videzu in je bila opazna med drugimi stavbami. Ta stavba velja za enega prvih poskusov izvedbe portikov na glavni fasadi, lož - ob strani in drugih plastičnih sredstev. Vse to izloča stavbo med drugimi in daje volumen na obodu stavbe.

## Zbirka antične in srednjeveške umetnosti Azerbajdžana
Ta zbirka vključuje umetniška dela iz antike in srednjega veka, vključno s figurami ptic iz Manne, ženskimi figurami iz III-I stoletja pred našim štetjem, različnimi starodavnimi jedmi iz različnih ozemelj Azerbajdžana, ki so bile najdene med izkopavanji, nagrobnikom v obliki konja itd.

## Galerija
- Vladimirska Bogorodica, konec 16. stoletja
- Gospa iz Kazana, konec 17. stoletja
- Bernardino Luini - sv. Katarina, 16. stoletje
- Andrea del Sarto - Madona s harpijami, 1517-1519
- Bartolomeo Schedoni - Janez Krstnik, 17. stoletje
- Francesco Solimena - Borej ugrabi Oreitijo, Erehtejevo hčer, 1729
- Guercino - Speči Endimion, 17. stoletje
- Leandro Bassano - Portret starke
- Balthasar Beschey - Venera in Adonis
- Pieter Claesz - Tihožitje
- Justus Sustermans - Portret F. Medicija, 17. stoletje
- Michiel Jansz van Mierevelt - Portret vojvode Wallensteinskega, 17. stoletje
- Frans Hals - Portret moškega
- Jean-Joseph Benjamin-Constant - Portret cesarice Aleksandre Fjodrovne, 19. stoletje
- Friedrich August von Kaulbach - Portret velike vojvodinje Elizabete Fjodorovne, 19. stoletje
- Jean-Baptiste Greuze - Portret mlade ženske, 18. stoletje
- Eduard Joseph d'Alton - Portret ženske, 19. stoletje
- Louis Hersent - Peter I. Ruski in Lodvik XV. Francoski
- Charles Le Brun - Izgon Iliadorja
- Adriaen Brouwer - Prizor pri kirurgu, 17. stol
- Johann Heinrich Roos - Čreda, 1676
- Louis Victor Watelin - Pokrajina, 1873
- Gaspard Dughet - Pokrajina
- Ivan Aivazovski - Cesta v gozdu, 1857
- Ivan Šiškin - Cesta v gozdu
- Jean-Honoré Fragonard - Pastorala
- Vasilij Pukirev - Prekinjena poroka
- Usta Gambar Karabakhi - Drevo življenja
- Mirza Kadym Irevani - Portret sedeče ženske, 1870